# Heinrich von Poschinger
Heinrich Joseph Karl Ludwig von Poschinger, född 31 augusti 1845 i München, död 10 augusti 1911 i La Bollène, var en tysk skriftställare.
Poschinger var ämbetsman först i bayersk tjänst och 1876–1900 vid tyska rikskanslersämbetet (sedermera riksinrikesministeriet). Sina sista år tillbringade han vid franska rivieran och utgav i Nice en tyskspråkig tidning, "Riviera-Tageblatt".
Poschinger gjorde sig mest känd genom sina många och voluminösa publikationer om Otto von Bismarck och dennes politiska verksamhet, varigenom han samlade ett mycket omfångsrikt material till Bismarcksforskningens tjänst.
Bland dessa arbeten kan nämnas Fürst Bismarck als Volkswirt (tre band, 1889–91), Fürst Bismarck und die Parlamentarier (tre band, 1894–98; band 1 innehåller en samling av Bismarcks "Tischgespräche"), Neue Tischgespräche und Interviews (två band, 1895–98), Fürst Bismarck und der Bundesrat (fem band, 1897–1901), Bismarck-Portefeuille (fem band, 1898–1900), Stunden bei Bismarck (1910) och Also sprach Bismarck, 1846–1898 (tre band, 1910–11). 
Poschinger skrev även en biografi över Bismarcks förtrogne medhjälpare Lothar Bucher, Ein Achtundvierziger. Lothar Buchers Leben und Werke (tre band, 1890–94) samt utgav flera politiska aktsamlingar och preussiske ministerpresidenten Otto Theodor von Manteuffels memoarer (tre band, 1901) jämte en samling dokument ur dennes efterlämnade papper (tre band, 1902).

## Fotnoter
1. 1 2  Gemeinsame Normdatei, läst: 26 april 2014.[källa från Wikidata]
2. ↑  Bibliothèque nationale de France, BnF Catalogue général : öppen dataplattform, id-nummer i Frankrikes nationalbiblioteks katalog: 131764640, läst: 10 oktober 2015.[källa från Wikidata]
3. 1 2  Tjeckiska nationalbibliotekets databas, NKC-ID: mub2017943501, läst: 17 december 2022.[källa från Wikidata]